# Алкино (Заинский район)
А́лкино — село в Заинском районе Республики Татарстан Российской Федерации. Входит в состав Бухарайского сельского поселения.

## География
Село расположено на реке Малая Ирня, в 45 километрах к юго-востоку от города Заинск.

## Население
| 1859 | 1913 | 1920 | 1926 | 1938 | 1949 | 1958 | 1970 | 1979 | 1989 | 2000 |
| ---- | ---- | ---- | ---- | ---- | ---- | ---- | ---- | ---- | ---- | ---- |
| 306  | 580  | 612  | 639  | 529  | 420  | 434  | 317  | 170  | 116  | 90   |